# Fatma Emetullah Sultan
Fatma Emetullah Sultan (turco ottomano: امت الله فاطمه سلطان, lett. "colei che si astiene" e "serva di Allah"; Edirne o Costantinopoli, 1679 circa – Costantinopoli, 13 dicembre 1700) è stata una principessa ottomana, figlia del sultano Mehmed IV e dell'Haseki Gülnuş Sultan. Era sorella dei sultani Mustafa II e Ahmed III.

## Origini
Fatma Emetullah Sultan nacque a Edirne o a Costantinopoli attorno al 1679. Suo padre era il sultano ottomano Mehmed IV, sua madre la sua favorita e Haseki Gülnuş Sultan. Il suo secondo nome le fu dato in onore di sua madre, il cui nome completo era Emetullah Rabia Gülnuş Sultan. Era la sestogenita e ultima figlia dei suoi genitori, e la quarta femmina.
Aveva due fratelli, Mustafa II e Ahmed III, tre sorelle, Hatice Sultan, Ayşe Sultan e Ümmügülsüm Sultan, e alcuni fratellastri e sorellastre.

## Matrimoni
Fatma Emetullah Sultan si sposò due volte. Entrambi matrimoni furono organizzati dal fratello Mustafa II, all'epoca sultano:
- Nel settembre 1695 con Tırnakçı Çerkes Ibrahim Pascià, che venne giustiziato nel 1697.
- Nel 1698 con Topal Yusuf Pascià, matrimonio che terminò a fine 1700 con la sua stessa morte.

## Discendenza
Dal suo primo matrimonio, Fatma Emetullah ebbe una figlia:
- Rukiye Hanımsultan (1696 - 1720, prima di agosto). Sposò Sirke Osman Pascià, che dopo la sua morte avrebbe sposato sua cugina Emetullah Sultan, figlia di Mustafa II (fratello di sua madre).

Dal suo secondo matrimonio, ebbe una figlia: 
- Safiye Hanımsultan (1700 - 1711). Fatma forse morì mettendola al mondo[4]

## Morte
Fatma Emetullah Sultan morì il 13 dicembre 1700 a Costantinopoli, ma non c'è concordanza sulla causa della sua morte. Diverse fonti riportano che morì di peste, tubercolosi o complicazioni post-partum.  
Venne sepolta nel mausoleo (türbe) della nonna paterna Turhan Sultan, nella moschea nuova (Yeni Cami), insieme al padre e alle sorelle. 